# Freddie Jones

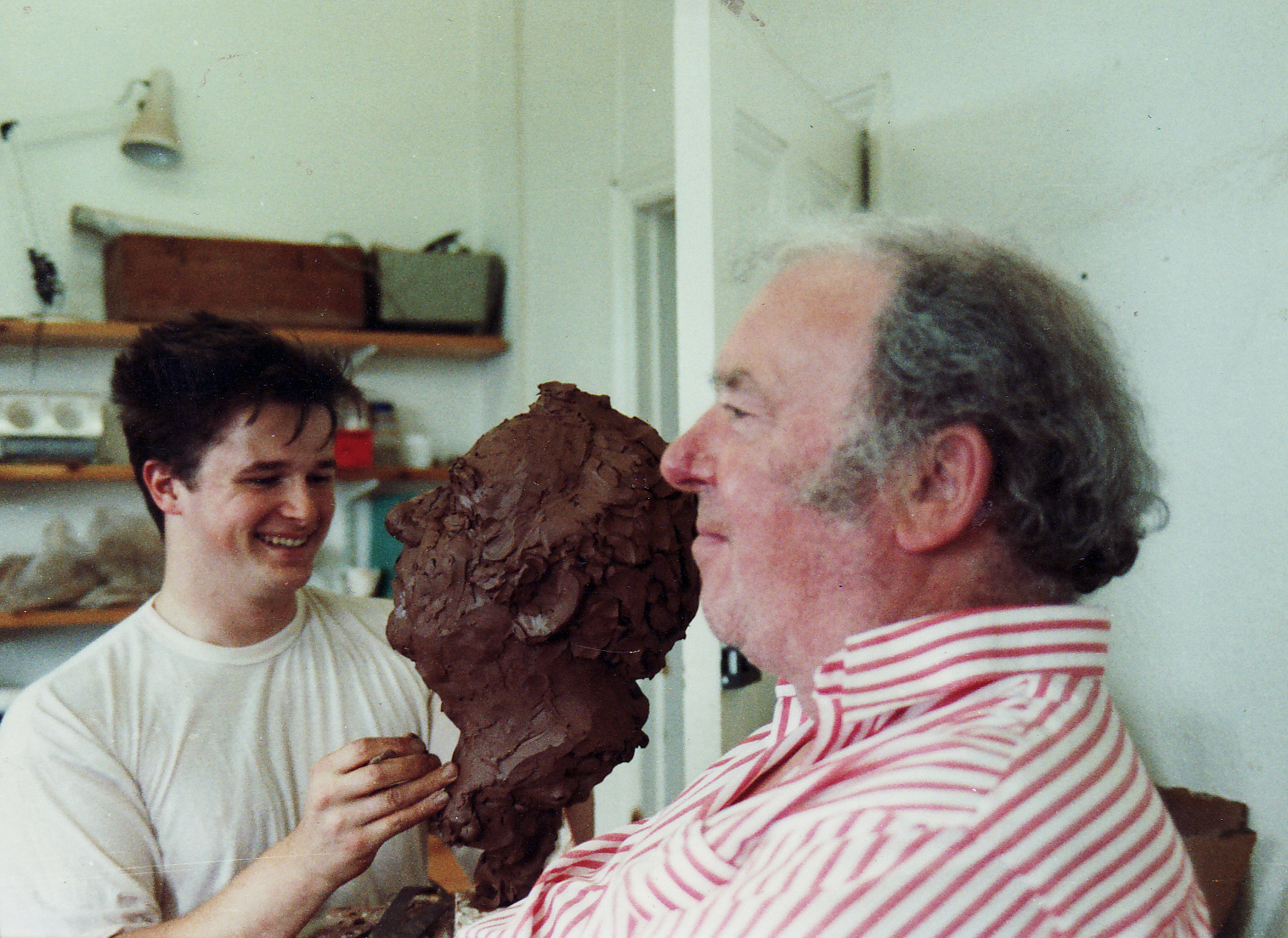
Freddie Jones (2009)

Frederick Charles „Freddie“ Jones (* 12. September 1927 in Stoke-on-Trent, Vereinigtes Königreich; † 9. Juli 2019) war ein britischer Schauspieler, abonniert auf zwielichtige Rollen.

## Leben
Jones begann seine Berufslaufbahn als Laborassistent in der Töpferindustrie seiner nordwestenglischen Heimatstadt Stoke-on-Trent. Er hatte bereits die 30 Jahre überschritten, als er sich zu einem Berufswechsel entschloss, sich mit einem Stipendium an Londons Rose Buford College zum Schauspieler ausbilden ließ und Theater spielte. Ab 1963 sah man ihn regelmäßig in Fernsehproduktionen, und drei Jahre darauf erhielt er in der ambitionierten Kinofassung des berühmten Bühnenstücks Die Verfolgung und Ermordung Jean Paul Marats dargestellt durch die Schauspielgruppe des Hospizes zu Charenton unter Anleitung des Herrn de Sade von Peter Weiss seine erste Filmrolle.
Schräge und skurrile Typen wurden sein bevorzugtes Rollenfach. In einigen wichtigen Filmen erhielt er bedeutende Rollen, die aufgrund ihrer Exzentrik besonders gut in Erinnerung blieben: In dem Passagierschiff-Thriller 18 Stunden bis zur Ewigkeit verkörperte er den Gegenspieler von Richard Harris, der auf einem Ozeanriesen eine Reihe von Bomben platziert hat und die Reederei um eine halbe Million Pfund erpresst. Fünf Jahre darauf erhielt Jones den Part des schmierigen und geldgierigen Ausbeuters einer vom Schicksal und einer fürchterlichen Krankheit geschlagenen, deformierten Kreatur in David Lynchs Der Elefantenmensch. Mit Lynch drehte er später noch die Filme Der Wüstenplanet und Wild at Heart. 1982 verpflichtete Federico Fellini den untersetzten Künstler für den Orlando in seinem Film Fellinis Schiff der Träume. Nahezu zeitgleich sah man Jones in starker Maskierung mit Zottelbart als Ynyr in dem Fantasyfilm Krull. 1990 spielte er in dem KZ-Drama Der letzte Schmetterling den Lager-Kapellmeister Rheinberg.
Neben seiner Kinotätigkeit vernachlässigte Freddie Jones die Bühne nicht und wirkte darüber hinaus in einer Reihe von Fernsehproduktionen wie Adam Bede, Hotel Room und Cold Comfort Farm mit. Eine seiner letzten Rollen war die des Sandy Thomas in der britischen Seifenoper Emmerdale von 2005 bis zu seinem Ruhestand 2018.
Sein ältester Sohn ist der Schauspieler Toby Jones, mit dem er zuletzt 2015 in dem Kinofilm Be Our Selves gemeinsam vor der Kamera stand. Freddie Jones starb im Juli 2019 im Alter von 91 Jahren.

## Filmografie (Auswahl)
- 1966: Die Verfolgung und Ermordung des Jean Paul Marat (The Persecution and Assassination of Jean-Paul Marat as Performed by the Inmates of the Asylum of Charenton Under the Direction of the Marquis de Sade)
- 1966: Accident – Zwischenfall in Oxford (Accident)
- 1967: Die Herrin von Thornhill (Far from the Madding Crowd)
- 1968: Hausfreunde sind auch Menschen (The Bliss of Mrs. Blossom)
- 1968: Ein Pechvogel namens Otley (Otley)
- 1969: Frankenstein muß sterben (Frankenstein Must Be Destroyed)
- 1969: Randall & Hopkirk – Detektei mit Geist (Randall & Hopkirk (Deceased), Fernsehserie, 1 Folge)
- 1970: Ein Mann jagt sich selbst (The Man Who Haunted Himself)
- 1970: Goodbye Gemini
- 1971: Entführt (Kidnapped)
- 1971: Blutroter Morgen (Sitting Target)
- 1972: Antonius und Cleopatra (Antony and Cleopatra)
- 1973: Dracula braucht frisches Blut (The Satanic Rites of Dracula)
- 1974: Vampira
- 1974: 18 Stunden bis zur Ewigkeit (Juggernaut)
- 1975: Never Too Young to Rock
- 1978: Die letzte Offensive (Zulu Dawn)
- 1980: Der Elefantenmensch (The Elephant Man)
- 1982: Fellinis Schiff der Träume (E la nave va)
- 1982: Firefox
- 1982: Krull
- 1983: Der Feuerteufel (Firestarter)
- 1984: Der Wüstenplanet (Dune)
- 1985: Silas Marner
- 1985: Time After Time
- 1985: Das Geheimnis des verborgenen Tempels (Young Sherlock Holmes)
- 1987: Consuming Passions
- 1989: Erik der Wikinger (Erik the Viking)
- 1989: Wild at Heart – Die Geschichte von Sailor und Lula (Wild at Heart)
- 1990: Der letzte Schmetterling (Le cri du papillon)
- 1991: Inspektor Morse, Mordkommission Oxford (Inspector Morse, Fernsehserie, 1 Folge)
- 1992: The Mystery of Edwin Drood
- 1993: Die unendliche Geschichte III – Rettung aus Phantásien
- 1993–2009: Heartbeat (Fernsehserie, 4 Folgem)
- 1995: Cold Comfort Farm
- 1998: Anwältinnen küsst man nicht (What Rats Won’t Do)
- 1998: My Life so Far
- 2000: House!
- 2000: Married to Malcolm
- 2001: Monte Cristo
- 2002: Puckoon
- 2003: Der Duft von Lavendel (Ladies in Lavender)
- 2004: The Libertine
- 2004: Inspector Barnaby (Fernsehserie, 1 Episode)
- 2005–2018: Emmerdale Farm (Fernsehserie, 632 Folgen)
- 2008: Caught in the Act
- 2010: Come On Eileen
- 2015: Be Our Selves